# ابوالعباس احمد بن ابراهیم حسنی
ابوالعباس احمد بن ابراهیم حسنی عالم و محدث زیدی از آمل در طبرستان بود. اوج فعالیتش در نیمهٔ اول قرن سوم هجری بود و به سه امام زیدی در مناطق جنوب دریای خزر تعلیم داد. نسب کامل او احمد بن ابراهیم بن حسن بن محمد بن سلیمان بن داوود بن حسن بن حسن بن علی بن ابی طالب بود. نیای او محمد بن سلیمان در سال ۱۹۹ هجری قیامی زیدی را در مدینه در پیوند با قیام ابوالسرایا در عراق رهبری کرد. پدربزرگش حسن بن ابراهیم به آمل نقل مکان کرد و طی بازدیدش از این شهر بین سال‌های ۲۷۰ و ۲۷۵ به پسرعمه‌اش یحیی بن حسین الهادی الی الحق، که بعدها امامت زیدی را در یمن بنیان نهاد، یاری رساند. ابوالعباس حسنی برجسته‌ترین مبلغ آموزهٔ مذهبی و حقوقی هادی در طبرستان در نسل خود شد. بدین ترتیب، او در زمرهٔ قاسمیه، مکتب حقوقی دانسته می‌شود که قاسم بن ابراهیم پدربزرگ هادی، در برابر ناصریه، مکتب بنیان نهاده شده توسط ناصر الاطروش، بنیان نهاد. گزارش‌های بعدی که او امامی بوده غیرقابل اطمینانند.
در خصوص تحصیلات ابتدایی او در فقه هیچ چیز معلوم نیست. او وقتی مرد جوانی بود و در سال ۳۲۲ هجری/۹۳۴ میلادی از ری بازدید کرد، آن قدر خوب تعلیم یافته بود تا در مناظرهٔ حقوقی در دفاع از آموزهٔ هادی شرکت کند. بنا بر گفتهٔ خود او، حسنی به آنجا رفت تا با کسانی چون ابو زید عیسی بن محمد العلوی عالم زیدی کوفی و ابی حاتم الرازی، محدث شهیر شافعی، آشنا شود. او همچنین در جلسات مناظره ابوبکر الخطاب عالم حنفی، شرکت کرد و شاید در آنجا نزد محمد بن ابراهیم المقانه‌ای الرازی، از شاگردان ابوالقاسم البلخی، کلام تحصیل کرده باشد. او مانند هادی به مکتب بغداد معتزله وابسته بود. معلوم شده‌است که او با سنت‌هایی در کوفه، مکه و همدان نیز آشنا بود. از سنت گرایانی که وی از آنان نقل کرده عبارتند از علمای برجستهٔ زیدی ابن عقده از کوفه، و عبدالعزیز بن اسحاق بن جعفر، معروف به ابن البقال از بغداد، جمع‌آوری کنندهٔ مجموع الفقه از زید بن علی. او در دههٔ ۳۲۰ هجری به ابو عبدالله بن داعی، بعدتر امام المهدی، احکام زیدی آموخت. بعدتر به خواهرزاده‌هایش برادران هارونی، ابوالحسین، مؤید بالله که بعدتر امام شد و ابوطالب که بعد تر امام ناطق الحق شد، احکام و کلام آموخت.

## آثار
کتاب المصابیح من اخبار المصطفی و المرتضی و الائمه من ولدهمادر سیرهٔ پیامبر اسلام و ائمهٔ شیعه از آثار حسنی است که با آن تحولی در تاریخنگاری زیدی به وجود آورد. قصد او در این کتاب اثبات نبوت پیامبر اسلام، امامت علی بن ابی طالب و نقل وقایع بعدی است.